# Hellmut Lange
Hellmut Lange (* 19. Januar 1923 in Berlin; † 13. Januar 2011 ebenda) war ein deutscher Schauspieler, Synchronsprecher und Fernsehmoderator.

## Leben
Hellmut Lange wurde in Berlin als Sohn des Beamten Wilhelm Lange und seiner Frau Emmy (geb. Holscher) geboren und wuchs dort auch auf. Er sprach bereits 1936 als Jugendlicher Kinderrollen beim Berliner Hörfunk, unter anderen neben Wolfgang Kieling.
Mit 18 Jahren wurde er im Zweiten Weltkrieg zur Marine eingezogen und war nach drei Kriegsjahren bei Kriegsende Kommandant eines Minensuchbootes. „Ich bin mit 18 Jahren zur Marine eingezogen worden, mit 21 war ich Kommandant eines Minen-Suchbootes. Ich weiß also, wie es auf See zugeht. Ich habe Glück gehabt und bin mit dem Leben davon gekommen.“
Von 1946 bis 1948 absolvierte er eine Schauspielausbildung in Hannover. 1948 folgte das erste Bühnenengagement am Jungen Theater in München. In den frühen 1950er Jahren spielte er als Old Shatterhand zusammen mit Sigurd Fitzek, der den Indianerhäuptling Winnetou verkörperte, auf einer Freilichtbühne in Stuttgart.
1958 gab er sein Spielfilmdebüt und wurde schnell ein populärer Darsteller in Film und Fernsehen. 1961 spielte er die Hauptrolle in der Edgar-Wallace-Verfilmung Der Fälscher von London und im Folgejahr eine der Hauptrollen im Durbridge-Straßenfeger Das Halstuch. Oft war er als Vertreter von Recht und Gesetz zu sehen, als Polizist oder Privatermittler, wie etwa als Kommissar in der Stahlnetz-Reihe, als Privatdetektiv John Kling in der Fernsehserie John Klings Abenteuer und als Rechtsanwalt Dr. Simmet in der Fernsehserie Privatdetektiv Frank Kross oder als Kommissar Toffer, Freund und Widerpart von Klaus Löwitsch in der ARD-Vorabendserie Hafendetektiv. Daneben spielte Lange ebenso in der Oscar-prämierten Hollywood-Produktion Patton – Rebell in Uniform wie in den Familienserien Salto Mortale, Rivalen der Rennbahn und Der Landarzt.
Einen besonders hohen Bekanntheitsgrad erreichte er 1969 durch die Rolle des Trappers Nathaniel Bumppo im Fernsehvierteiler Die Lederstrumpferzählungen nach James Fenimore Cooper. In dieser Rolle wurde er so populär, dass er sie auch in zahlreichen Hörspieladaptionen von Coopers Werken übernahm. Zu dem Fernsehvierteiler und seiner Produktion äußerte sich Lange selbst wie folgt:

„‚Lederstrumpf‘ war eine abenteuerlich schöne Produktion, die Kostüme und die Kulisse waren von den rumänischen Co-Produzenten mit großer Sorgfalt und Detailtreue angefertigt worden. Aber ich möchte die vier Drehmonate nicht nochmal mitmachen. Wir haben zum Teil bei 15 Grad Minus gedreht. Wenn der Produzent zum Set-Besuch gekommen wäre, hätten ihn die Darsteller gelyncht.“

Darüber hinaus moderierte er von 1970 bis 1980 die ARD-Ratesendung Kennen Sie Kino?, schrieb als Redakteur der Filmzeitschrift Cinema Artikel für eine gleichnamige Rubrik und führte für die Zeitschrift telefonische Ratespiele durch, bei denen man Filmbücher gewinnen konnte.
Zwischen 1952 und 1960 war Lange als Sprecher und Regisseur für Hörfunkprogramme von Radio Bremen tätig. Danach lieh er seine Stimme – vornehmlich im Abenteuergenre – kommerziellen Hörspielen, z. B. in Der Wildtöter (1970 und 1975) von Konrad Halver.
Seit 1962 war er dank seiner markanten Stimme oft als Synchronsprecher zahlreicher prominenter, englischsprachiger Schauspielkollegen tätig, wie zum Beispiel für Richard Harris (Ein Mann in der Wildnis), Charlton Heston (Die Schlacht um Midway), Paul Newman (Mr. & Mrs. Bridge), Roy Scheider (zum Beispiel in Das fliegende Auge, 2010 – Das Jahr, in dem wir Kontakt aufnehmen, Das Rußland-Haus) und Donald Sutherland in Die Bäreninsel in der Hölle der Arktis.
Seinen letzten großen Fernsehauftritt hatte er 1995 in dem Film Fähre in den Tod. „Nun merke ich langsam mein Alter und vielleicht war ‚Fähre in den Tod‘ mein letzter Film. Wenn es so ist, ist es eine sehr schöne letzte Rolle …“

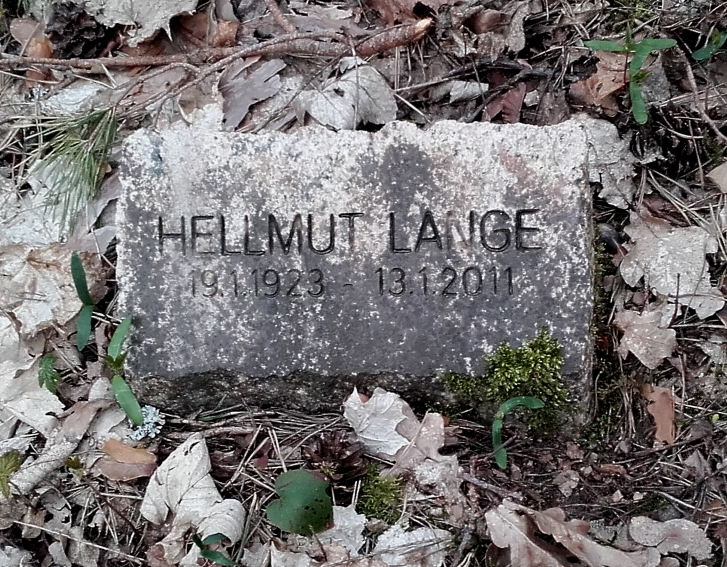
Hellmut Langes Grab auf dem Südwestkirchhof Stahnsdorf

### Privates
Der Schauspieler heiratete 1958 die aus Bremen-Vegesack stammende Lehrerin Ingrid. Die Familie mit Tochter Katharina und Sohn Tobias – Jonas ertrank 1965 als Dreijähriger beim Angeln – lebte Jahrzehnte in Leuchtenburg, unmittelbar an der Landesgrenze zu Bremen. Im Oktober 2009 wurde bekannt, dass Lange an Demenz erkrankt war. Er starb kurz vor seinem 88. Geburtstag im Januar 2011 in Berlin. Seine letzte Ruhestätte liegt auf dem Südwestkirchhof Stahnsdorf.

## Filmografie (Auswahl)
- 1958: Stahlnetz: Mordfall Oberhausen (Fernsehreihe)
- 1961: Der Fälscher von London
- 1961: Camp der Verdammten
- 1961: Der Mann von drüben (Fernsehfilm)
- 1961: Lebensborn
- 1961: Anruf am Abend (Fernsehfilm)
- 1961: Johnny Belinda (Fernsehspiel)[8]
- 1962: Laura (Fernsehfilm)
- 1962: Das Halstuch (Fernsehmehrteiler, 4 Folgen)
- 1962: Barras heute
- 1963: Die fünfte Kolonne (Fernsehserie, Folge Das gelbe Paket)
- 1963: Mord in Rio
- 1963: Ein Mann im schönsten Alter
- 1963: Der schlechte Soldat Smith (Fernsehfilm)
- 1964: Lydia muss sterben (Fernsehfilm)
- 1964: Stahlnetz: Strandkorb 421 (Fernsehreihe)
- 1964: Slim Callaghan greift ein (Fernsehserie, Folge Einladung zum Mord)
- 1964: Die letzte Folge (Fernsehfilm)
- 1965: Serenade für zwei Spione
- 1965: Die fünfte Kolonne (Fernsehserie, Folge Zwielicht)
- 1965–1970: John Klings Abenteuer (Fernsehserie, 26 Folgen)
- 1965: 4 Schlüssel
- 1965: Der Sündenbock (Fernsehfilm)
- 1966: Die Ermittlung
- 1966: Stahlnetz: Der fünfte Mann (Fernsehreihe)
- 1966: Zwei Girls vom Roten Stern
- 1966: Im Nest der gelben Viper (F.B.I. operazione vipera gialla)
- 1966: Die Schatzinsel (Erzähler)
- 1967: Mädchen, Mädchen
- 1967: Liebesnächte in der Taiga
- 1967: Die Blonde von Peking (La blonde de Pékin)
- 1968: Von Mäusen und Menschen
- 1969: Das Rätsel von Piskov
- 1969–1972: Salto Mortale (Fernsehserie, 18 Folgen)
- 1969: Die Kuba-Krise 1962 (Fernsehfilm)
- 1969: Die Lederstrumpferzählungen (Fernsehmehrteiler)
  - Teil 1: Der Wildtöter
  - Teil 2: Der letzte Mohikaner
  - Teil 3: Das Fort am Biberfluss
  - Teil 4: Die Prärie
- 1970: Patton – Rebell in Uniform (Patton)
- 1971: Glückspilze
- 1971–1981: Kennen Sie Kino? (Quizsendung)
- 1972: Privatdetektiv Frank Kross (Fernsehserie, 4 Folgen)
- 1972: Merkwürdige Geschichten (Fernsehserie, Folge Ein Schatten seiner selbst)
- 1972: Der Kommissar (Fernsehserie, Folge Blinde Spiele)
- 1973: Hamburg Transit (Fernsehserie, Folge Der Doppelgänger)
- 1973: Zwischen den Flügen (Fernsehserie)
- 1974: Der kleine Doktor (Fernsehserie, Folge Das Mädchen in Himmelblau)
- 1974: Motiv Liebe (Fernsehserie, Folge Scheidungsabsichten)
- 1975–1976: Eurogang (Fernsehserie, 6 Folgen)
- 1977: Das Gesetz des Clans
- 1977: Hitler, ein Film aus Deutschland
- 1978: Der Alte (Fernsehserie, Folge Nachtmusik)
- 1980: Drei Damen vom Grill (Fernsehserie, 5 Folgen)
- 1981: Die Laurents – Geschichte einer Berliner Hugenottenfamilie (Fernsehserie, 3 Folgen)
- 1982: Manni, der Libero (Fernsehserie, 9 Folgen)
- 1983: Tatort: Der Schläfer (Fernsehfilm)
- 1983: Mandara (Fernsehserie, 7 Folgen)
- 1983: Die fünfte Jahreszeit (Fernsehserie, 3 Folgen)
- 1984: Turf (Fernsehserie)
- 1986: Médecins de nuit (Fernsehserie, 5 Folgen)
- 1987: Hafendetektiv (Fernsehserie, 13 Folgen)
- 1989: Rivalen der Rennbahn (Fernsehserie, 11 Folgen)
- 1991: Der Landarzt (Fernsehserie, 2 Folgen)
- 1992: Wiedersehen in Kanada (Fernsehfilm)
- 1994: Der Nelkenkönig (Fernsehserie)
- 1995: Ein unvergeßliches Wochenende (Fernsehserie, Folge In Kanada)
- 1996: Fähre in den Tod (Fernsehfilm)

## Hörspiele (Auswahl)
- 1968: Gabrielle Faure: Die rote Stadt (Guy Florant) – Regie: Horst H. Vollmer (Hörspiel – HR)
- 1998: Sandra Kellein: Kreuzfahrten, Seiltänze – Regie: Annette Kurth – SWR
- 2000: Donna W. Cros: Die Päpstin – Regie: Walter Niklaus (3 Teile) – MDR
- 2001: Józef Ignacy Kraszewski: Gräfin Cosel – Regie: Walter Niklaus (5 Teile) – MDR